# Funastrum pannosum
Funastrum pannosum är en oleanderväxtart som beskrevs av Rudolf Schlechter. Funastrum pannosum ingår i släktet Funastrum och familjen oleanderväxter. Inga underarter finns listade i Catalogue of Life.